# 4897 Tomhamilton
4897 Tomhamilton eller 1987 QD6 är en asteroid i huvudbältet som upptäcktes 22 augusti 1987 av den amerikanske astronomen Eleanor F. Helin vid Palomar-observatoriet. Den är uppkallad efter Thomas William Hamilton.
Asteroiden har en diameter på ungefär 13 kilometer och den tillhör asteroidgruppen Eos.